# چلبی (ارمنستان)
چلبی (به لاتین: Chalabi) یک منطقه مسکونی در ارمنستان است که در استان تاووش واقع شده است.